# Аксос (дем Аногия)
Аксо̀с (на гръцки: Αξός) е село в Република Гърция, разположено на остров Крит, дем Аногия. Селото има население от 654 души според преброяването от 2001 година.

## Личности
Родени в Аксос
- Атанасий III Пателарос (? – 1654), гръцки духовник, вселенски патриарх, светец